# Niño de Taung
Niño de Taung es la denominación popular con que se hace referencia al fósil de un cráneo infantil de Australopithecus africanus de 2,5 millones de años de antigüedad encontrado en Taung (Sudáfrica) en el año 1924. El fósil fue extraído de la roca en la que se encontraba incrustado; fue hallado por la antropóloga Josephine Salmons, en ese momento una estudiante de antropología de la  Universidad de Witwatersrand, quien se lo mostró a su profesor Raymond Dart, quien rápidamente lo tomó como objeto de estudio en la universidad.
El espécimen es excepcional por las partes conservadas: un cráneo y mandíbula y un molde interno de la caja craneal (endocráneo).
Este individuo tenía todos los dientes de leche y le estaban terminando de salir las muelas definitivas (en nuestra especie las primeras muelas aparecen a los 6 años y en los chimpancés a los 3); se piensa que tenían un crecimiento similar al de los chimpancés, por lo que la muerte le sobrevino al niño de Taung sobre los 3 años.
El descubrimiento fue publicado por Dart, profesor de neuroanatomía de la Universidad de Witwatersrand de Johannesburgo, el 7 de febrero de 1925 en la revista Nature. Se considera que el hallazgo de este fósil infantil dio lugar al nacimiento de la paleontología humana moderna.

## Descripción

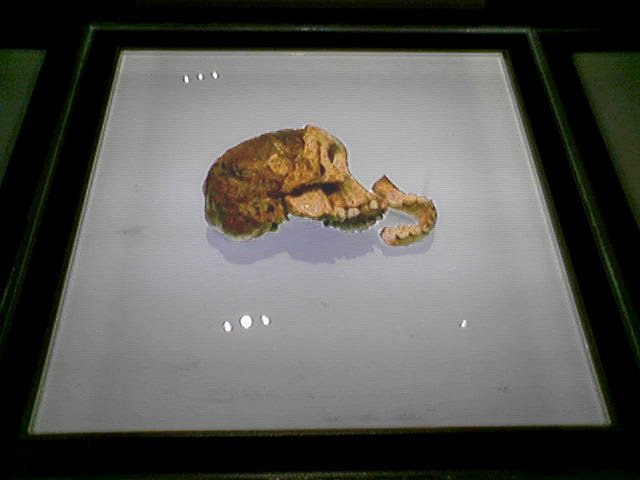
Espécimen conocido como niño de Taung

El espécimen comprende la mayor parte de la cara y mandíbula con los dientes y un molde interno de la caja craneal, excepcionalmente conservado. Su edad es estimada en 2.5 millones de años. Originalmente se pensó que era un mono o simio, pero Dart se dio cuenta de que el cráneo pudo estar posicionado directamente sobre la espina dorsal, indicando una posición erguida. Este es un rasgo visto en humano, pero no en otros primates.
Se cree que el niño de Taung tenía cerca de tres años al momento de su muerte.  Era una criatura bípeda de 105 cm y pesaba entre 9 a 11 kg aproximadamente. Tenía una capacidad craneal de 340 c.c. y vivió principalmente en una hábitat de sabana. Al examinar el fósil es comparable con el de un niño de 9 años de edad, sugiriendo que A. africanus tenía una tasa de crecimiento en la adolescencia más similar a los chimpancés (género Pan) que a los Homo sapiens modernos. Sin embargo, en especies intermedias como Homo ergaster y Homo erectus se piensa que tenían tasas de crecimiento intermedias entre los humanos modernos y los simios. Esta conclusión se ha basado principalmente en el fósil del niño de Turkana descubierto en 1984.
A principios de 2006 se anunció que el niño de Taung, probablemente murió por el ataque de un águila o un ave predadora grande similar a esta. Esta conclusión se llevó a cabo al notar las similitudes de las lesiones del cráneo y órbitas oculares presentes en el fósil, con las infligidas a los primates modernos que son muertos por águilas.